# フェリー郡 (ワシントン州)
フェリー郡（英: Ferry County）は、アメリカ合衆国ワシントン州の北東部に位置する郡である。2010年国勢調査での人口は7,551人である。郡庁所在地はレパブリックであり、郡内では人口最大かつ唯一の法人化都市である（人口1,073人）。郡名はワシントン州初代知事エリシャ・P・フェリーに因んで名付けられた。
フェリー郡は1899年2月21日にスティーブンス郡から分離して設立された。

## 地理
アメリカ合衆国国勢調査局に拠れば、郡域全面積は2,257平方マイル (5,850km2)であり、このうち陸地は2,204平方マイル (5,710 km2)、水域は53平方マイル (140 km2)で水域率は2.37%である。

### 特徴的な地形

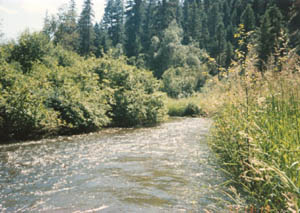
サンポイル川、南のコロンビア川に向かって流れる

- コロンビア川
- サンポイル川
- カールー湖
- スワン湖
- フェリー湖
- フィッシュ湖

### 隣接する郡
- スティーブンス郡 - 東
- リンカーン郡 - 南西
- オウカノガン郡 - 西

また北はカナダのブリティッシュコロンビア州とも境を接している。
- クートニー・バウンダリー地域

### 国立保護地域
- コルビル国立の森（部分）
- ルーズベルト湖国立レクリエーション地区（部分）

## 人口動態
以下は2000年の国勢調査による人口統計データである。
| 基礎データ - 人口: 7,260人 - 世帯数: 2,823 世帯 - 家族数: 1,987 家族 - 人口密度: 1人/km2（3人/mi2） - 住居数: 3,775軒 - 住居密度: 1軒/km2（2/mi2） 人種別人口構成 - 白人: 75.48% - アフリカン・アメリカン: 0.21%% - ネイティブ・アメリカン: 12.28% - アジア人: 0.29% - 太平洋諸島系: 0.06% - その他の人種: 2.23% - 混血: 3.46% - ヒスパニック・ラテン系: 2.82% 先祖による構成 - ドイツ系：14.1% - アメリカ人：9.5% - イギリス系：9.1% - アイルランド系：7.6% 第一言語による構成 - 英語：96.7 - スペイン語：1.9% 年齢別人口構成 - 18歳未満: 26.9% - 18-24歳: 7.6% - 25-44歳: 23.4% - 45-64歳: 29.5% - 65歳以上: 12.6% - 年齢の中央値: 40歳 - 性比（女性100人あたり男性の人口） - 総人口: 107.7 - 18歳以上: 105.2 | 世帯と家族（対世帯数） - 18歳未満の子供がいる: 30.1% - 結婚・同居している夫婦: 54.7% - 未婚・離婚・死別女性が世帯主: 10.2% - 非家族世帯: 29.6% - 単身世帯: 24.8% - 65歳以上の老人1人暮らし: 9.1% - 平均構成人数 - 世帯: 2.49人 - 家族: 2.95人 収入と家計 - 収入の中央値 - 世帯: 30,388米ドル - 家族: 35,691米ドル - 性別 - 男性: 32,103米ドル - 女性: 23,371米ドル - 人口1人あたり収入: 15,019米ドル - 貧困線以下 - 対人口: 19.0% - 対家族数: 13.3% - 18歳未満: 20.4% - 65歳以上: 10.3% |

## 統計上処理される自治体
- インチェリウム
- レパブリック - 郡庁所在地

## その他の町
- バーストウ
- ボイズ
- カールー
- ダンビル
- ケラー
- ケワ
- ローリエ
- マロ
- オリエント